# 1985 RU2
1985 RU2 är en asteroid i huvudbältet som upptäcktes den 5 september 1985 av den belgiske astronomen Henri Debehogne vid La Silla-observatoriet.
Den har den diameter på ungefär 2 kilometer.